# Moluccella laevis
Moluccella laevis là một loài thực vật có hoa trong họ Hoa môi. Loài này được L. mô tả khoa học đầu tiên năm 1753.

## Hình ảnh

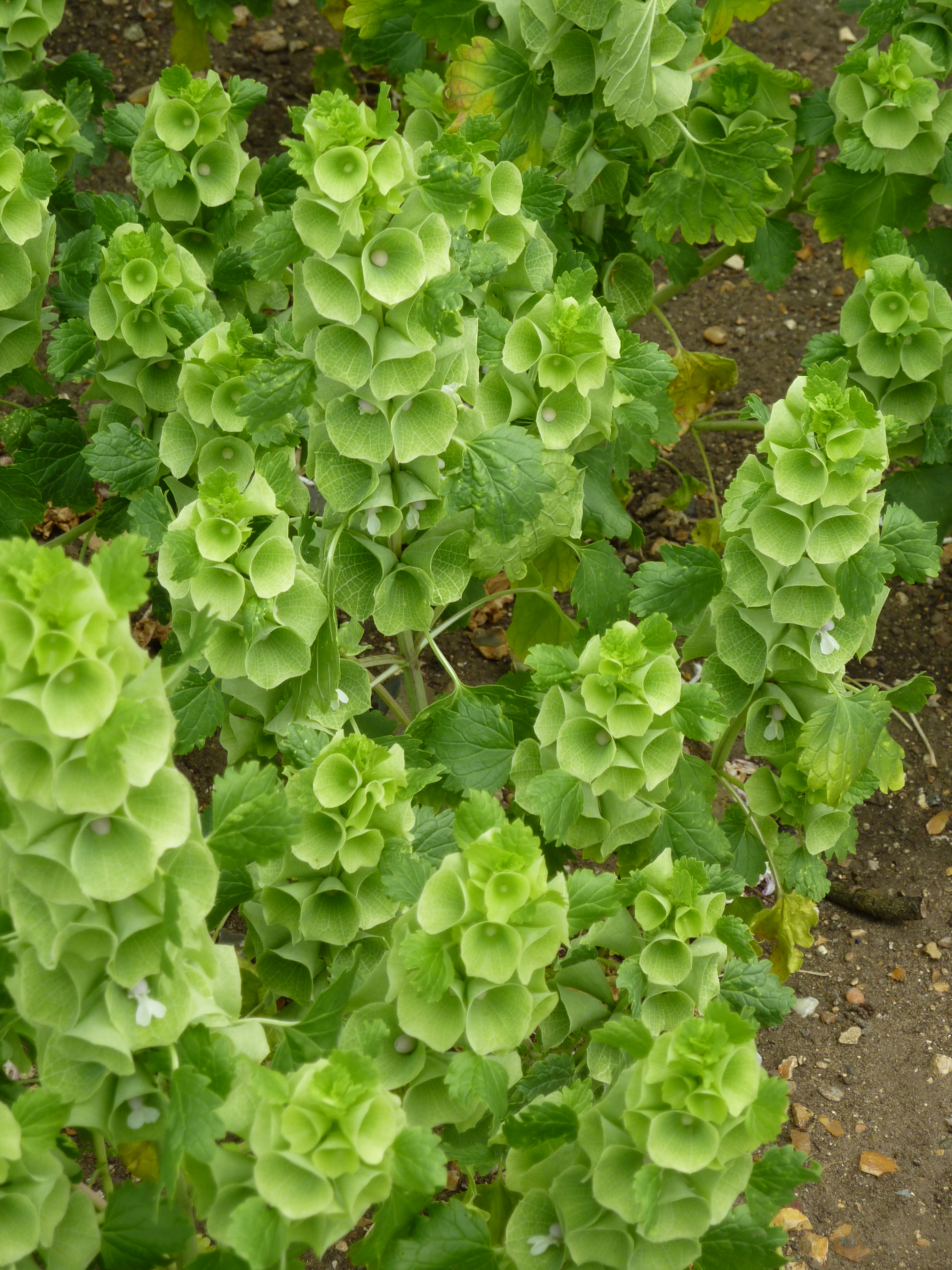
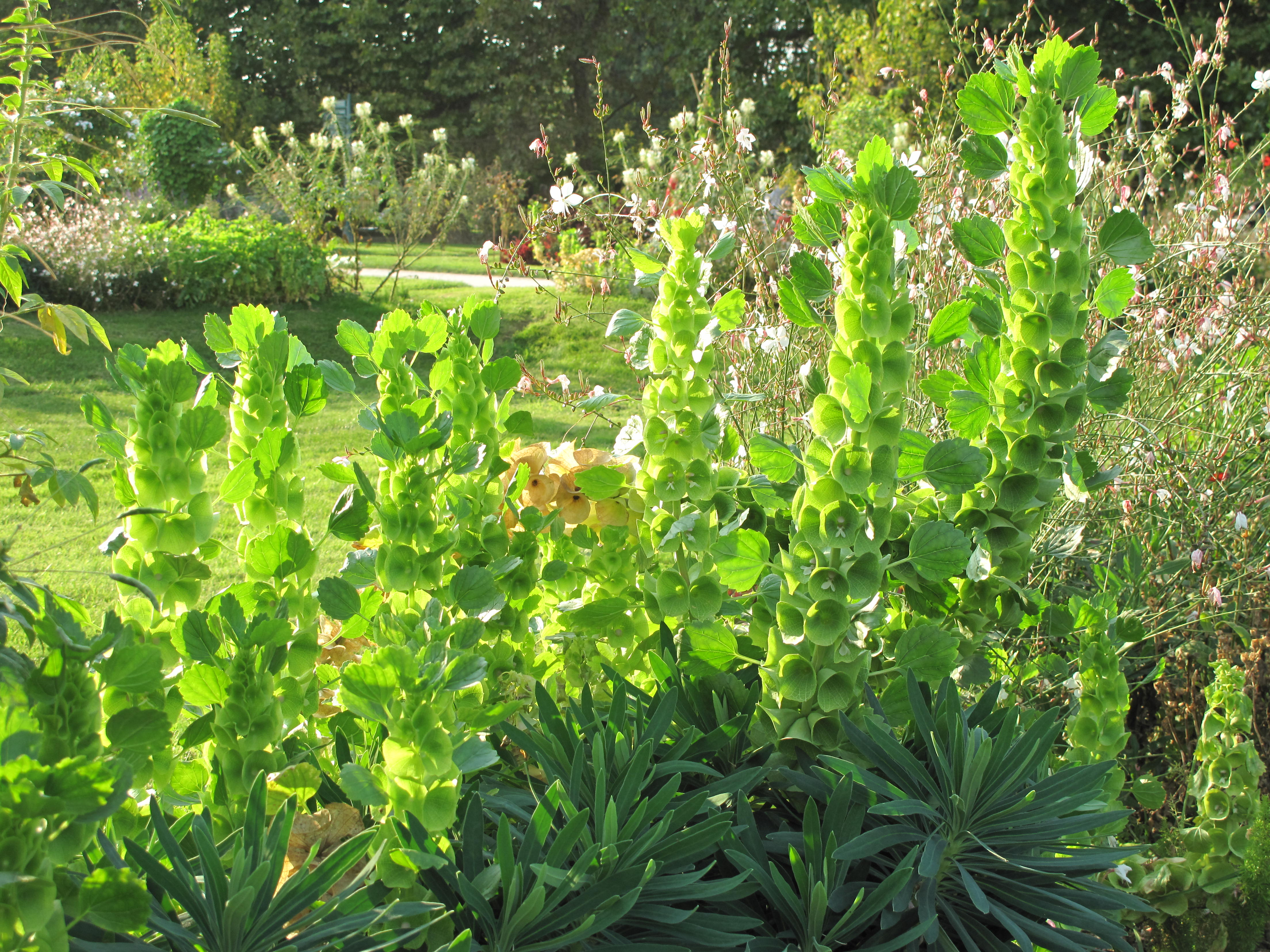
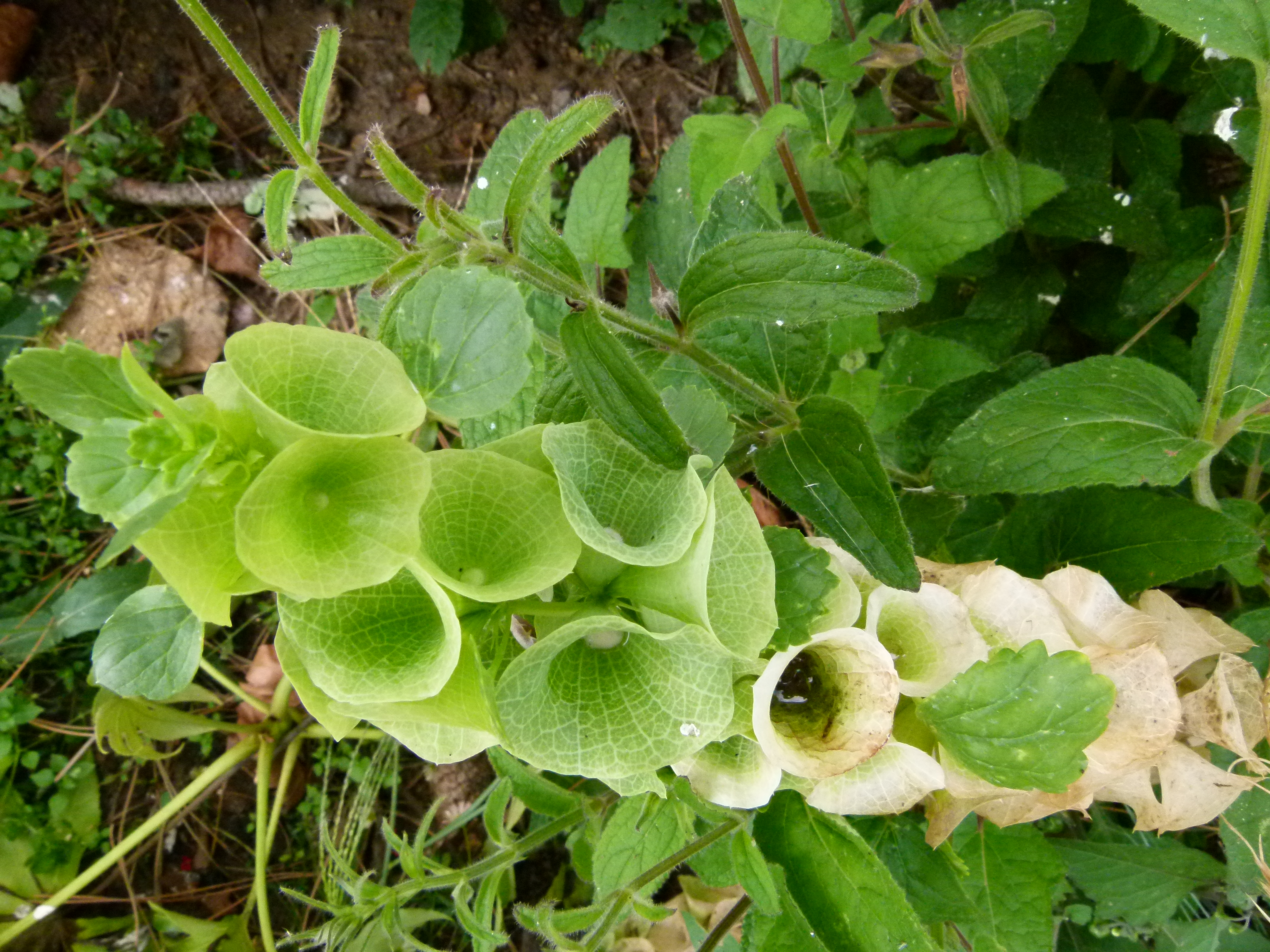
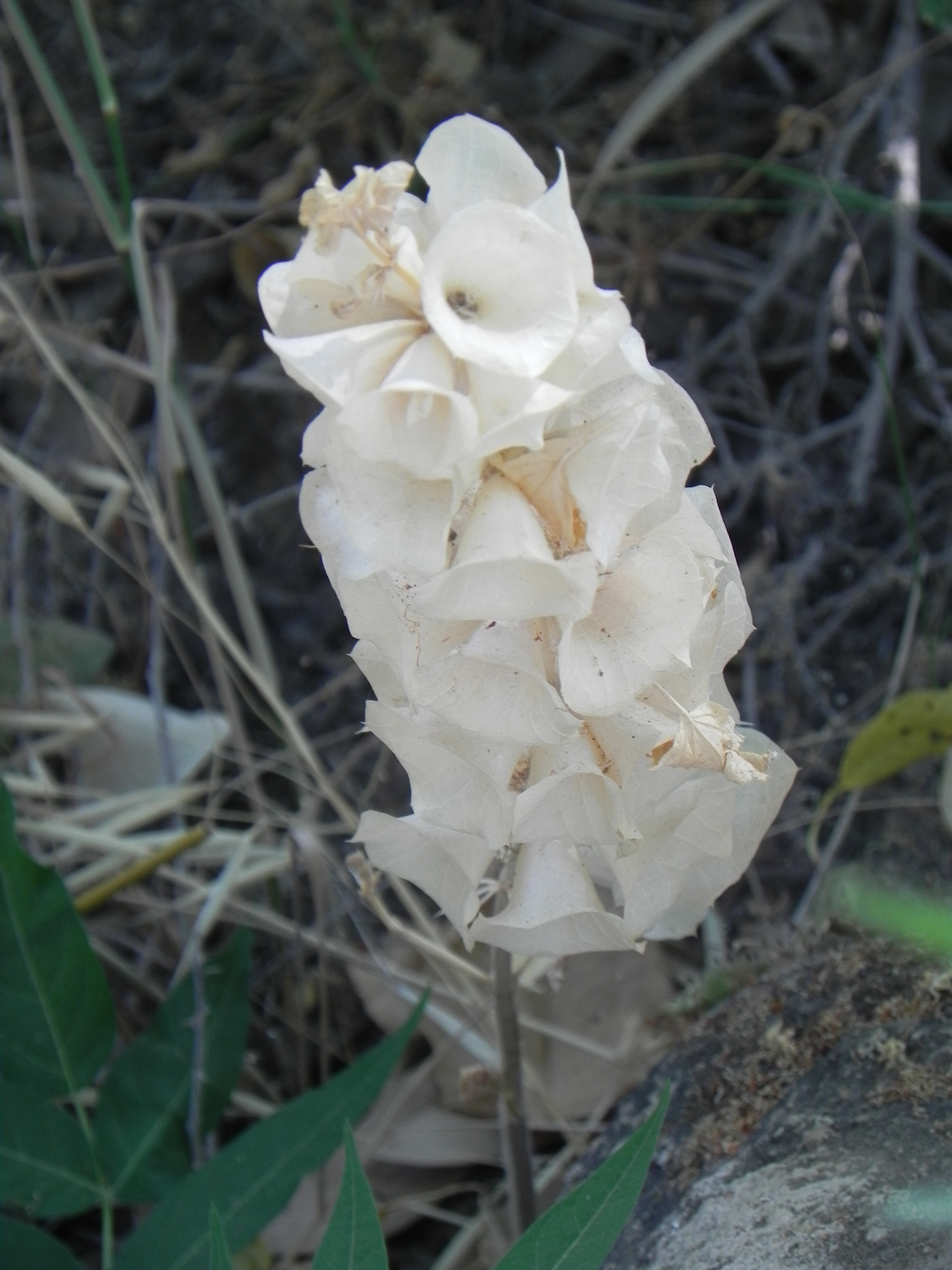
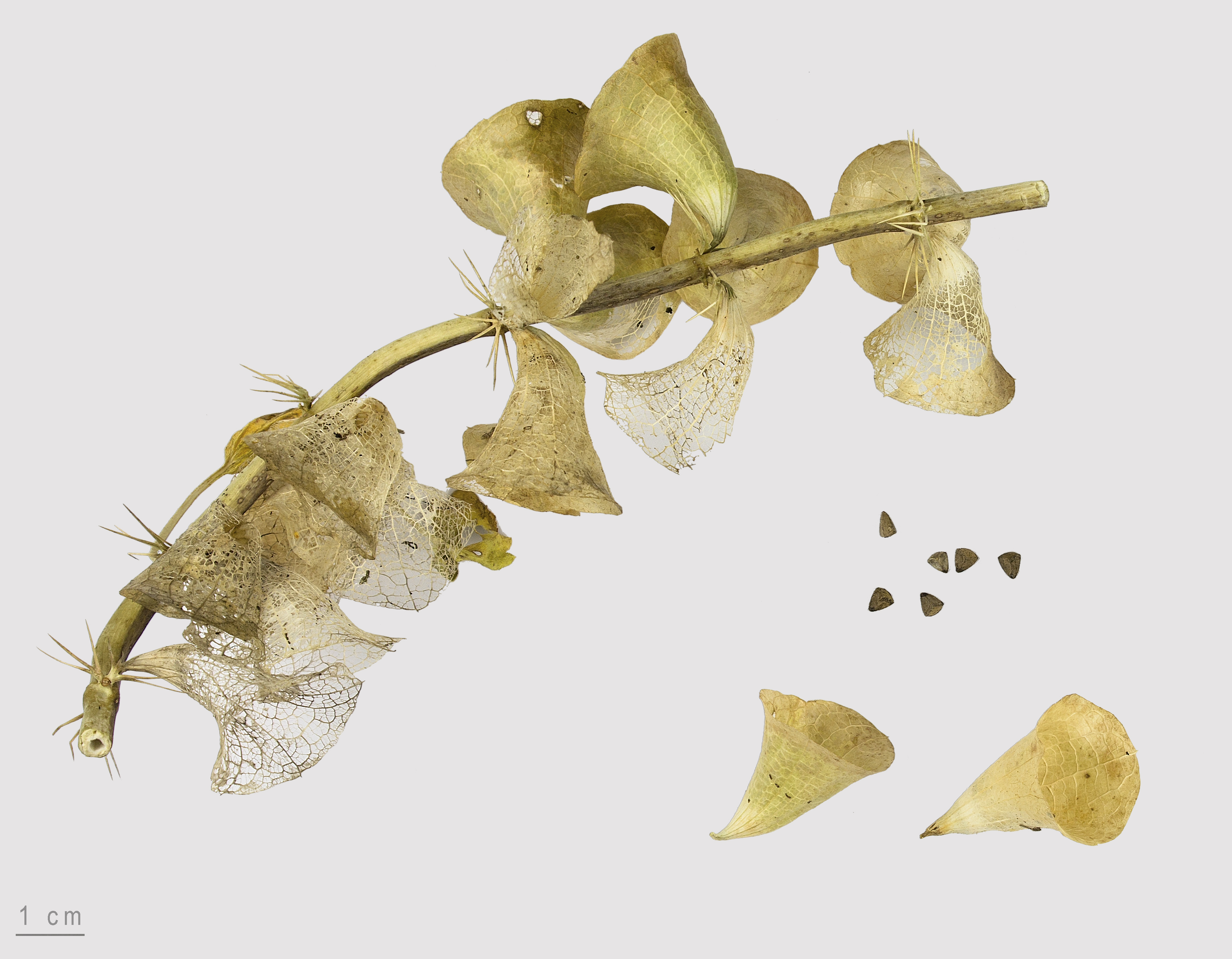
Moluccella laevis - Museum specimen